# رایان کلی
رایان کلی (انگلیسی: Ryan Kelley؛ زاده ۳۱ اوت ۱۹۸۶) یک هنرپیشه اهل ایالات متحده آمریکا است. وی از سال ۱۹۹۵ میلادی تاکنون مشغول فعالیت بوده‌است.
او در فیلم کارخانه گرد و غبار بازی کرده‌است.